# Osbaldwick
Osbaldwick is een civil parish in het bestuurlijke gebied City of York, in het Engelse graafschap North Yorkshire met 2902 inwoners.